# Livilla hollisi
Livilla hollisi är en insektsart som beskrevs av Rapisarda 1990. Livilla hollisi ingår i släktet Livilla och familjen rundbladloppor. Inga underarter finns listade i Catalogue of Life.